# Wolfgang Höll
Wolfgang Höll (* 13. November 1952 in Aue) ist ein deutscher ehemaliger Fußballspieler. Für die Betriebssportgemeinschaft BSG Wismut Aue spielte er in den 1970er Jahren und 1981 in der DDR-Oberliga, der höchsten Liga im DDR-Fußball.

## Sportliche Laufbahn
Die BSG Wismut Aue nahm Wolfgang Höll 1964 in ihre Kindermannschaft auf. Von 1969 bis 1971 spielte er für die BSG Wismut in der Juniorenoberliga. Dort wurde er in der Abwehr eingesetzt, zählte aber in jeder Spielzeit auch zu den Torschützen. 
Im Oktober 1971 wurde Höll zum Wehrdienst in der Nationalen Volksarmee eingezogen, konnte aber während dieser Zeit mit der Armeesportgemeinschaft ASG Vorwärts Löbau in der zweitklassigen DDR-Liga weiter Fußball spielen. Während er bis zum Saisonende nur zweimal eingesetzt wurde, war er bis 1973, weiterhin als Verteidiger spielend, Stammspieler in der Armeemannschaft. 
In den Spielzeiten 1974/75 und 1975/76 war Höll Abwehrspieler der 2. Mannschaft von Wismut Aue, die ebenfalls in der DDR-Liga vertreten war. In der ersten Saison fehlte er bei den 22 Punktspielen nur zweimal, 1975/76 kam er zunächst nur auf zwölf Punktspieleinsätze. In jeder DDR-Liga-Saison erzielte er ein Tor. 
Bereits zur Spielzeit 1975/76 war Höll von der BSG Wismut für den Oberligakader nominiert worden. Er kam aber erst von den beiden letzten Spieltagen an zu seinen ersten Einsätzen in der Oberliga. Bis zum Saisonende war er schließlich in 13 Oberligaspielen aufgeboten worden, hauptsächlich als linker Verteidiger. Bis 1981 gehörte Höll zum Oberligaaufgebot von Wismut Aue, wurde aber bis 1977 sporadisch auch in der Nachwuchsoberliga, dem Nachfolger der 2. Mannschaft, eingesetzt. Von 1977 bis 1981 hatte er in der Oberliga einen Stammplatz, wobei ihn Trainer Manfred Fuchs in der Abwehr flexibel auf unterschiedlichen Positionen spielen ließ. Von der Saison 1978/79 übte Höll das Amt des Mannschaftskapitäns aus. 
Im Laufe der Saison 1981/82 musste Wolfgang Höll verletzungsbedingt den Leistungssport aufgeben. Er konnte auf 120 Oberligaspiele (keine Tore), 65 DDR-Liga-Spiele (zwei Tore), 14 Einsätze in der Nachwuchsoberliga und sechs Spiele in DDR-Fußball-Pokal zurückblicken. Als Diplomsportlehrer blieb er bis zu seiner Pensionierung dem Sportgeschehen verbunden. 